# Sarni (azienda)
Sarni (conosciuta anche con la denominazione sociale Maglione Srl.) è un'azienda italiana che opera nei settori di servizi di ristorazione, manifatturiero, immobiliare e di energia. Presente in Italia con oltre 1000 dipendenti, gestisce un portafoglio di oltre 100 punti vendita e opera prevalentemente tramite contratti di concessione (e in altri casi di franchising) all'interno di aeroporti, autostrade e stazioni ferroviarie, con alcune presenze nelle città e nei centri commerciali.

## Storia
Le origini della società Sarni si devono ai cinque fratelli Sarni (Alessandro, Antonio, Potito Nicola, Teodoro e Carmine), originari di Ascoli Satriano, che nel 1953, congiuntamente, avviarono la gestione di un bar alle porte del loro paese natale e successivamente dedicandosi alla distribuzione del carburante. Negli anni '70, l’attività di gestione di bar, pizzerie e ristorazione ed insieme la gestione di distribuzione carburanti si espande nell’ambito della rete autostradale meridionale. Le prime stazioni di servizio del gruppo Sarni furono situate sulla rete di Autostrade per l'Italia, sulla A14 Bologna-Taranto nel tratto Foggia-Pescara.

### Ristorazione
A partire dal loro ingresso in ambito autostradale, la società inizia ad espandersi sempre di più sulla rete autostradale, acquisendo anche alcuni punti vendita delle avversarie Autogrill e Chef Express, che venivano ceduti a Sarni attraverso l'aggiudicazione delle concessioni. Tutt'oggi, continua ancora questa espansione, seppur in maniera più rallentata rispetto agli anni passati.
Nell'autunno 2007, la famiglia Sarni acquistò la Fini Fast. Nel novembre 2011 il marchio Fini Fast scomparve dalla rete autostradale italiana a seguito dell'acquisizione totale da parte di Mesagne Sviluppo S.r.l. e della famiglia Sarni; quest'ultima sostituì i punti vendita Fini Fast con il brand Sarni.
Attualmente, attraverso Sarni Ristorazione, l'azienda è la seconda nel settore italiano della ristorazione autostradale, dopo Autogrill.

## Attività
L'attività è diffusa in tutta Italia con 140 locali circa, situati in centri commerciali, aeroporti e autostrade.
La maggior parte dei punti vendita si trova sulla rete autostradale italiana, con presenza anche in alcuni centri commerciali con i marchi Sarni Ristorazione e Sarni Oro, mentre in autostrada è presente con i brand Sarni Ristorazione, Sarni OIL e Sarni Oro, i quali sono gestiti dalla immobiliare FinSud.
FinSud è inoltre proprietaria del centro commerciale GrandApulia di Foggia, gestito insieme alla società Swisscom.

## Marchi
La società opera attraverso diversi marchi e settori, ciascuno specializzato in aree specifiche:
- Sarni Ristorazione: comprende i brand Sarni Cafè, Sarni Burger e Sarni Bistrò, dedicati alle attività nel settore food;
- Sarni Oro, attivo nella produzione e nel commercio di gioielli e articoli del settore manufatturiero;

Logo di Sarni Oro.

- Sarni OIL, si occupa di distribuzione di carburanti e di energie rinnovabili;
- FinSud, opera nel settore immobiliare, con particolare attenzione alla gestione e valorizzazione di immobili.

Logo di FinSud.

## Sedi
La sede dell'azienda è ubicata nella città di Chieti, mentre in precedenza era collocata ad Apricena.